# Casemate du Haut-de-l'Anguille Ouest
La casemate du Haut-de-l'Anguille Ouest est une casemate d'intervalle CORF de la ligne Maginot située sur la commune de Beuveille, dans le département français de Meurthe-et-Moselle en région Grand Est.

## Position sur la ligne
Faisant partie du sous-secteur d'Arrancy dans le secteur fortifié de la Crusnes, la casemate du Haut-de-l'Anguille Ouest, portant l'indicatif C 3, est intégrée à la « ligne principale de résistance » entre la casemate du Bois-de-Beuveille (C 2) à l'ouest et la casemate du Haut-de-l'Anguille Est (C 4) à l'est, à portée de tir croisé des canons des gros ouvrages de Fermont à l'ouest et de Latiremont à l'est.
La casemate se trouve à l'extrémité nord du Haut de l'Anguille, un léger relief dominant les alentours d'une vingtaine de mètres, au lieu-dit « la Croix-Didier ». La casemate croise ses tirs avec sa voisine occidentale (Bois-de-Beuveille) ; l'intervalle entre les deux est en plus renforcé par deux petites tourelles de mitrailleuses, la Dt24-D (La Fontaine-aux-Loups Nord) et la Dt24-B (La Fosselette Est), ainsi que par un blockhaus MOM, le Db31 (La Fosselette Ouest, modèle RFM 1937 flanquant vers l'est).

## Description générale
Casemate simple flanquant vers l'ouest et croisant ses tirs avec la casemate du Bois-de-Beuveille, elle est équipée d'un créneau mixte pour JM/AC 47 (jumelage de mitrailleuses et canon antichar de 47 mm), un autre créneau pour JM, une cloches GFM (guetteur et fusil-mitrailleur) et une cloche pour jumelage de mitrailleuses.

## État actuel
Presque enfoui sous la végétation, le gros œuvre est en état globalement satisfaisant. À l'inverse, tous les équipements (porte, cuirassements, etc.) ont été démantelés et envoyés à la ferraille.